# Szász Róbert
Szász Róbert (Kóbor, 1960. június 3. –) erdélyi magyar matematikus, egyetemi tanár.

## Életpályája
1979-ben érettségizett a marosvásárhelyi Bolyai Farkas Líceumban. Matematika szakot végzett 1984-ben a kolozsvári Babeș–Bolyai Tudományegyetemen. Ugyanott doktorált 2004-ben.  1984–1990 között matematikatanár a brassó megyei Olthévízen, majd  1991–2002 között a marosvásárhelyi Bolyai Farkas Líceumban. 2003-tól adjunktus a Sapientia Erdélyi Magyar Tudományegyetem marosvásárhelyi karán, 2007-től ugyanott egyetemi docens, 2016-tól egyetemi tanár. A kar kancellárja volt 2012-ig.

## Munkássága
Kutatási területei: analitikus függvények geometriai elmélete, egyenlőtlenségek.

### Könyvei
- Komplex függvénytan, Scientia Kiadó, Kolozsvár, 2007, ISBN 978-973-7953-84-1.

### Válogatott cikkei
- P. A. Kupán, R. Szász: Alexander Transform of Close-to-convex Functions, Studia Univ. Babeş-Bolyai Mathematica, Volume: LV, Number: 2, June,  2010.
- P. A. Kupán, R. Szász: Geometric Properties of a Particular Function, Mathematica(Cluj), 51 (74), No 2, 2009, pp. 173–180.
- R. Szász: About a differential inequality, Acta Univ. Sapient Mathematica, 1, 1 (2009) pp. 87–93.
- R. Szász, P. A. Kupán:  About the Univalence of Bessel Functions, Studia Univ. Babeş-Bolyai, Math. Vol LIV, Number 1, March 2009, pp. 127–132.
- R. Szász: An Improovement of a Condition for Starlikeness, Mathematica Pannonica, 20/1. (2008) pp. 69–77.
- R. Szász: The Sharp Version of a Criterion for Starlikeness Related to the Operator of Alexander, Annales Polonici Mathematici, 94 (2008), pp. 1–14.
- R. Szász: Sharp Criterion for the Univalence of the Libera Operator, Mare Creative Mathematics and Informatics 17 (2008) pp. 65–71.
- R. Szász: Starlike Image  of a Class of Analytic Functions, General Mathematics, 16 (2008) No.2  pp. 59–67.
- R. Szász: A Counter-exemple Concerning  Starlike Functions, Studia Univ.  Babeş-Bolyai, Mathematica Vol. LII No.3 (2007) pp. 171–172.
- R. Szász: Inequalities in the complex plane, Journal of Inequalities in Pure and Applied Mathematics, Volume 8 (2007), Issue 1, Article 27.
- L. R. Albert, R. Szász: About a Condition for Starlikeness, Journal of Mathematical Analysis and Applications,  335 (2007) pp. 1328–1334.
- R. Szász: A sharp criterion for Starlikeness,  Mathematica, Tome 48(71), No.1, 2006, pp. 127–131.
- R. Szász: A new convexity criterion, Studia Univ. Babeş-Bolyai, Mathematica, Volume XLIX, Number 1, March 2004, pp. 101–104.
- R. Szász: A new subclass of convex functions,  Studia Univ. Babeş-Bolyai, Mathematica, Volume XLVIII, Number 2, June 2003, pp. 103–107.